# Эдвардс, Даг
Дуглас Эдвардс (англ. Douglas Edwards; род. 21 января 1971, Майами, Флорида) — американский баскетболист, игравший на позиции лёгкого форварда. В НБА выступал за клубы «Атланта Хокс» (1993-1995) и «Ванкувер Гриззлис» (1995—1996).

## Карьера
На университетском уровне играл за команду «Флорида Стэйт» (1990-1993).
На драфте 1993 года был выбран в первом раунде под общим 15-м номером командой «Атланта Хокс». Защищал цвета команды из Атланты в течение следующих 2 сезонов.
Второй и последней командой в карьере игрока стала «Ванкувер Гриззлис», в состав которой он присоединился в 1995 году и за которую отыграл один сезон.

## После НБА
В 2008 году был назначен на должность директора по спортивному развитию Университета штата Канзас.

## Личная жизнь
Имеет двух братьев, которые также играли в баскетбол: Стивен (р. 1973) и Аллен (р. 1975).

## Статистика
| Сезон                                                                                    | Команда  | Регулярный сезон | Регулярный сезон | Регулярный сезон | Регулярный сезон | Регулярный сезон | Регулярный сезон | Регулярный сезон | Регулярный сезон | Регулярный сезон | Регулярный сезон | Регулярный сезон | Серия плей-офф | Серия плей-офф | Серия плей-офф | Серия плей-офф | Серия плей-офф | Серия плей-офф | Серия плей-офф | Серия плей-офф | Серия плей-офф | Серия плей-офф | Серия плей-офф |
| Сезон                                                                                    | Команда  | GP               | GS               | MPG              | FG%              | 3P%              | FT%              | RPG              | APG              | SPG              | BPG              | PPG              | GP             | GS             | MPG            | FG%            | 3P%            | FT%            | RPG            | APG            | SPG            | BPG            | PPG            |
| ---------------------------------------------------------------------------------------- | -------- | ---------------- | ---------------- | ---------------- | ---------------- | ---------------- | ---------------- | ---------------- | ---------------- | ---------------- | ---------------- | ---------------- | -------------- | -------------- | -------------- | -------------- | -------------- | -------------- | -------------- | -------------- | -------------- | -------------- | -------------- |
| 1993/94                                                                                  | Атланта  | 16               | 0                | 6,7              | 34,7             | 0,0              | 56,3             | 1,1              | 0,5              | 0,1              | 0,3              | 2,7              | 1              | 0              | 3,0            |                |                |                | 0,0            | 0,0            | 0,0            | 1,0            | 0,0            |
| 1994/95                                                                                  | Атланта  | 38               | 0                | 5,6              | 45,8             | 0,0              | 71,9             | 1,3              | 0,3              | 0,1              | 0,1              | 1,8              | Не участвовал  | Не участвовал  | Не участвовал  | Не участвовал  | Не участвовал  | Не участвовал  | Не участвовал  | Не участвовал  | Не участвовал  | Не участвовал  | Не участвовал  |
| 1995/96                                                                                  | Ванкувер | 31               | 0                | 16,7             | 35,2             | 0,0              | 76,3             | 2,8              | 1,3              | 0,3              | 0,6              | 3,0              | Не участвовал  | Не участвовал  | Не участвовал  | Не участвовал  | Не участвовал  | Не участвовал  | Не участвовал  | Не участвовал  | Не участвовал  | Не участвовал  | Не участвовал  |
|                                                                                          | Всего    | 85               | 0                | 9,9              | 37,8             | 0,0              | 70,9             | 1,8              | 0,7              | 0,2              | 0,3              | 2,4              | 1              | 0              | 3,0            |                |                |                | 0,0            | 0,0            | 0,0            | 1,0            | 0,0            |
| Наведите курсор мыши на аббревиатуры в заголовке таблицы, чтобы прочесть их расшифровку. |          |                  |                  |                  |                  |                  |                  |                  |                  |                  |                  |                  |                |                |                |                |                |                |                |                |                |                |                |